# Vibii

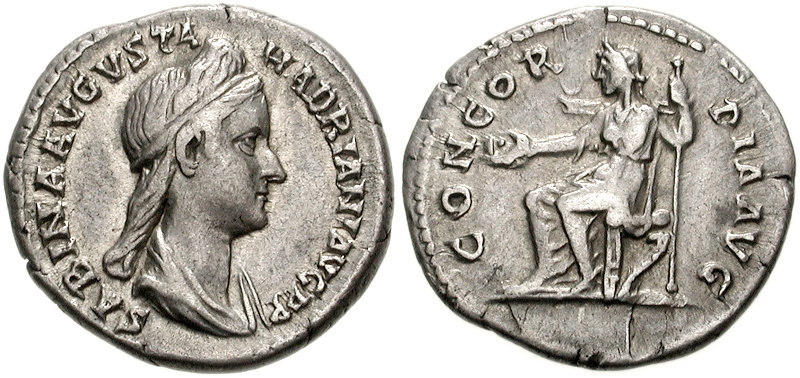
Denier de Vibia Sabina. Frappé entre 117 et 136.

La gens Vibia était une famille plébéienne de la Rome antique. Bien que des individus nommés Vibius apparaissent dès l'époque de la deuxième guerre punique, aucun membre de cette gens ne se trouve à Rome avant le dernier siècle de la République. Le premier à obtenir le consulat fut Gaius Vibius Pansa en -43, et depuis lors jusqu'à l'époque impériale, les Vibii occupèrent régulièrement les plus hautes fonctions de l'État romain. Les empereurs Trébonien Galle et Volusien revendiquaient chacun une descendance de la famille.

## Origine
Le nomen Vibius est un patronyme, dérivé du praenomen Vibius, qui devait appartenir à un ancêtre de la gens. Le nom est généralement considéré comme osque, et on le trouve largement en Campanie, mais il a également été utilisé dans le Latium et apparaît à Rome dès une période très ancienne, étant utilisé par les Sestii, et occasionnellement par des membres de plusieurs éminents familles plébéiennes. La gens Vibia elle-même était probablement Toscane.

## Praenomina
Les principaux praenomina des Vibii étaient Gaius, Lucius et Quintus . Une famille de l'époque impériale utilisait le praenomen Titus, tandis que des exemples individuels d'Aulus et Sextus sont connus.

## Branches et cognomina
Les cognomina des Vibii sous la République étaient Pansa et Varus, chacun apparaissant sur les pièces de monnaie. Pansa se traduit par « aux pieds écartés », tandis que Varus signifie « à genoux »,.

## Membres

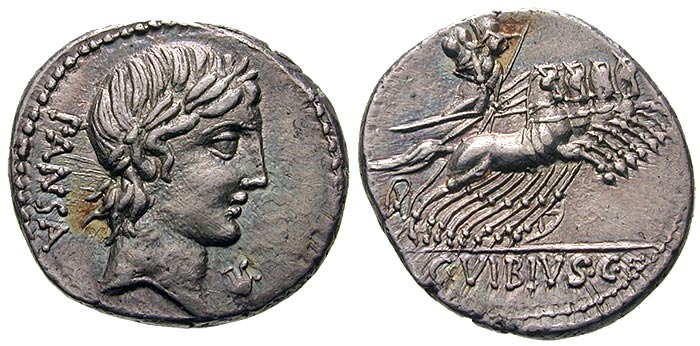
Denier de Gaius Vibius Pansa, père du consul Caetronianus, 90 av.

### Sous la République
- Vibius Accuaeus, originaire Accua, un village d'Apulia, commandant de la cohort des soldats Paeligni  de l'armée romaine en -212, durant la Seconde guerre punique. Il n'est pas certain que Vibius soit son praenomen ou son nomen[4],[5],[6].
- Vibius Paciacus, ou Pacianus, donna refuge à Crassus, qui avait fui vers l'Hispanie pour échapper aux proscriptions de Marius et Cinna en -86[7].
- Gaius Vibius C. f. Pansa, magistrat monétaire, et père adoptif du consul Pansa Caetronianus[8].
- Vibius, un homme qui ressemblait physiquement à Gnaeus Pompeius Magnus, et était souvent confondu avec le général[9],[10].
- Lucius Vibius, un chevalier romain, chef des publicain à Syracuse au temps de Verres[11].
- Sextus Vibius, un habitant de Larinum, a été assassiné par Oppianicus[12].
- Vibius Cappadox, un habitant de Larinum, qu'Aulus Cluentius Habitus était accusé d'avoir empoisonné[13].
- Vibius Curius, préfet de cavalerie partisans de Caesar durant la guerre civile. Plusieurs généraux de Pompée passèrent du côté de Caesar, et furent acceptés par Curius. Il s'agit probablement du même Vibius qui donna à Cicéron les livres du poète Alexandre Lychnus[14],[15],[16],[17].

#### Vibii Pansa
- Caius Vibius, (v.-140 - ?);
  - Caius Vibius Pansa, (v.-115 - ap.-79), magistrat monétaire;
    - Caius Vibius Pansa Caetronianus, (v.-89 - 23/4/-43), fils adoptif du précédent?, consul en -43;

,,,,,

### Sous le Principat

#### Vibii Postumi
- Caius Vibius, (v.-90 - ?);
  - Caius Vibius, (v.-60 - ?);
    - Gaius Vibius Postumus, (v.-40 - ap.15), consul suffect pour les Kalends de Juillet en 5. En 10, il contribua à réprimer une révolte des Dalmates, pour laquelle il reçut les ornements du triomphe. Il fut gouverneur de l'Asie de 12 à 15[24],[25],[26],[20].
    - Aulus Vibius Habitus, (v.-35 - ap.8), consul suffect pour les Kalends de Juillet 8[20].

#### Vibii Rufi
- Gaius Vibius Rufus, (v.-60 - ap.16), consul suffect en 16[27],[28].
  - Gaius Vibius Rufinus, (v.-20 - ap.45), consul suffect en 20 ou 21, et légat d'Auguste propréteur de Germania Superior de 42 à 45[29].

#### Vibii Marsi
- Caius Vibius, (v.-50 - ?);
  - Caius Vibius Marsus, (v.-25 - ap.44), consul suffect en 17, proconsul de Syrie en 42[30],[27],[28],[31],[32]
    - Vibia Laelia, (v.10 - ?), épouse de Publius Plautius Pucher[33].

#### Vibii Sereni
- Gaius Vibius Serenus, (v.-15 - ap.24), un des accusateurs de Marcus Scribonius Libo en 16. Il est propréteur Hispania Ulterior en 23, lorsqu'il fut condamné et exilé sur l'île d'Amorgus dans les Cyclades, sous l'accusation de vis publica, d'émeute ou de révolte, mais en réalité parce qu'il était un ennemi de Séjan. Il fut rappelé l'année suivante, après que son propre fils l'eut accusé de complot contre Tibère, mais fut ensuite renvoyé à Amorgus[34],[35].
  - Gaius Vibius Serenus, (v.5 - ap.24), accusa son père exilé d'avoir comploté contre Tibère, avec Caecilius Cornutus, un ancien préteur. Cornutus s'est suicidé avant son procès, mais l'aîné Serenus a proclamé avec véhémence son innocence et, sous la torture, ses esclaves l'ont soutenu. Le jeune Serenus est devenu un délateur notoire, mais son accusation contre Gaius Fonteius Capito n'a pas été crue[36].

#### Vibii Secundi
- Lucius Vibius, (v.-5 - ?);
  - Lucius Junius Quintus Vibius Crispus, (v.13 - v.93), fils adoptif d'un Lucius Iunius, riche orateur au talent considérable, consul suffect en 63 ou 64, proconsul d'Afrique en 71/72, et consul suffect II en 74, des ides de mars aux ides de mai. Il reçut un troisième consulat sous Domitien, en 82 ou 83. Tacite suggère qu'il fit fortune comme délateur sous le règne de Néron[37],[38],[39],[40].
    - Quintus Vibius Secundus, (v.45 - ap.102), consul suffect des Kalends de Mars aux Kalends de Mai en 86, proconsul d'Asie en 101[27],[41],[42],[43].

  - Lucius Vibius Secundus, (v.15/20 - ap.60), chevalier romain.
    - ? (Vibius Secundus), (v.40 - ?)
      - ? Marcus Vibius Secundus, (v.65 - ?);
        - Vibia, (v.95 - ?), épouse de Titus Sextius Cornelius Africanus.

#### Vibii Sabini
- Titus Vibius Catienus Sabinus, époux de Maria N. f. Modia. Peut-être identique à Titus Catienus Sabinus qui fut légat du proconsul de Chypre en 43[44].
  - ? (Vibius Sabinus);
    - Lucius Vibius Sabinus, (v.60/5 - ?), consul suffect vers 97[45].
      - Vibia Sabina Augusta, (v.85/7 - 136/7), épouse Hadrien;

    - ? (Vibius Sabinus), (v. 65 - ?);
      - Lucius Vibius Sabinus, (v.90 - ?)
        - (Vibia) Faustina, (v.120 - v.151), épouse de Manius Acilius Glabrio Gnaeus Cornelius Severus;

#### Vibii Vari
- Gaius Vibius Varus, (v.-65 - ap.-42), triumvir monétaire en -42;
  - ? (Vibius Varus), (v.-30 - ?);
    - ? (Vibius Varus), (v.-5 - ?);
      - ? Caius Vibius Varus), (v.20 - ?)
        - Lucius Vibius Varus, (v.50 - ?), préteur;
          - Titus Vibius Varus, (v.75 - ap.115), consul suffect pendant les Kalends de Septembre en 115[27],[46].
            - (Vibia Vara), (v.95 - ?), épouse de Caius Julius Lupus;
              - Caius Julius Lupus Titus Vibius Varus Laevillus, (v.108 - ap.132), questeur en Asie en 132

            - Titus Vibius Varus, (v.100 - ap.134), consul en 134[47].
              - ? Titus Clodius Vibius Varus, (v.125 - ap.160), consul en 160[27],[48].
                - ? (Vibia Vara), (v.150 - ?), épouse de Lucius Salvius Tuscus.

              - ? (Vibia) Paulla, (v.125/30 - ?), épouse de Marcus Postumius Festus;

#### Vibii Galli
Les Vibii Galli sont originaire de Perusia, ils sont inscrit dans la Tribu Tromentina.
- Lucius (Vibius), (v.95 - ?);
  - Caius Vibius, (v.120 - ?);
    - Caius Vibius Gallus Proculeianus, (v.140 - ap.205), patron de Perusia;
      - (Vibius Gallus), (v.160 - ?);
        - ? Vibius Veldumniannus, (v.180 - ap.205)[49];
          - ? (Vibius), (v.205 - ?);
            - ? (Vibia Galla), (v.240 - ?), épouse de Virius Orfitus;

          - Caius Vibius Trebonianus Gallus, (v.206 - 8/253), empereur romain en 251[50],[51],[52],[53],[54],[55],[56],[57].
            - Caius Vibius Afinius Gallus Veldumnianus Volusianus, (v.230 - 8/253), empereur romain en 251[52],[53].
            - Vibia Galla, elle devient peut être épouse de Quintillus.

          - (Vibia), (v.210 - ?), épouse de (Marcus Iunius) Gallienus Concessus

#### Vibii Barbari
- (Vibius), (v. 390 - ?);
  - ? Barbara, (v. 415 - ?), épouse de Romulus;
  - ? Vibius Barbarus Probianus, (v. 420 - ap. v. 450), vir clarissimus[58];
    - ? Barbarus Probianus, (v. 450 - ap. 476/93), vir clarissimus;

#### Autres
- Manius Vibius Balbinus, governeur de Gallia Narbonensis de 15 à 17[59].
- Vibius Fronto, commandant de la cavalerie en Cilicie, captura Vonones, le roi déchu des Parthes, lors de la fuite de ce dernier vers l'Arménie en 19[60].
- Vibia, ou Vibidia, l'épouse de Lucius Arruntius Camillus Scribonianus, consul en 32, fut exilée par Claude en 53, avec son fils, Lucius Arruntius Furius Scribonianus, accusé d'avoir consulté des astrologues pour déterminer la date de la mort de l'empereur[61].
- Lucius Vibius Lentulus, secrétaire financier sous Trajan, fut le premier chevalier connu à occuper ce poste, autrefois confié à des affranchis.
- Caius Vibius Maximus, préfet d'Egypte de 103 à 107[62],[63].
- Quintus Vibius Gallus, consul suffect en 119[64],[46].
- Vibia Perpetua, on dit qu'elle était une jeune mère, martyrisée en tant que chrétienne à Carthage en 203.
- Vibius Passienus, selon Trebellius Pollio, proconsul d'Afrique sous le règne de Gallien. Il aurait proclamé Titus Cornelius Celsus, un ancien tribun militaire, empereur, lors des troubles de 265. La rébellion fut réprimée et Celsus tué en une semaine. L'historicité de l'ensemble de l'épisode est mise en doute par les historiens modernes[65],[66].
- Vibius Sequester, l'auteur d'un traité nommant et décrivant brièvement diverses caractéristiques géographiques trouvées chez les poètes romains, notamment les rivières, les sources, les lacs, les bois, les marécages et les montagnes. Il a peut-être emprunté à Servius, ce qui le situerait au Ve siècle.
- Vibius, le graveur d'une intaille en cornaline représentant Othryade[67],[68].